# Helen Slater
Helen Rachel Slater, född 15 december 1963 i Bethpage på Long Island i New York, är en amerikansk skådespelare, sångare och låtskrivare. Slater spelade titelrollen i Supergirl 1984, och medverkar även i tv-serien med samma namn från 2015, denna gång i rollen som Supergirls adoptivmamma. Hon har även spelat huvudroller i flera dramakomedifilmer, däribland Hjärtlösa typer (1986), Nyckeln till framgång (1987) och City Slickers – Jakten på det försvunna leendet (1991).

## Filmografi i urval
- 1984 – Supergirl
- 1985 – Legenden om Billie Jean
- 1986 – Hjärtlösa typer
- 1987 – Nyckeln till framgång
- 1991 – City Slickers – Jakten på det försvunna leendet
- 1992 – Seinfeld (TV-serie)
- 1994 – Lassie
- 1997 – The Long Way Home (röst)
- 1997 – Tandlöst (TV-film)
- 2001 – Will & Grace (TV-serie)
- 2004 – Law & Order: Special Victims Unit (TV-serie)
- 2005 – Grey's Anatomy (TV-serie)
- 2007 – Jordan, rättsläkare (TV-serie)
- 2007–2010 – Smallville (TV-serie)
- 2009 – Supernatural (TV-serie)
- 2015–2019 – Supergirl (TV-serie)